# Championnats de France du 50 kilomètres marche
Les Championnats de France du 50 kilomètres marche sont organisés tous les ans par la Fédération française d'athlétisme (FFA).

## Palmarès
| Année                                                            | Date          | Ville                     | Vainqueur           | Temps           |
| ---------------------------------------------------------------- | ------------- | ------------------------- | ------------------- | --------------- |
| 1931                                                             | 19 juillet    | Paris                     | Henri Quintric      | 4 h 42 min 54 s |
| 1932                                                             | 26 juin       | Paris                     | Henri Quintric      | 4 h 45 min 55 s |
| 1933                                                             | 16 juillet    | Paris                     | Claude Hubert       | 4 h 34 min 31 s |
| 1934                                                             | 8 juillet     | Paris                     | Étienne Laisné      | 5 h 1 min 50 s  |
| 1935                                                             | 7 juillet     | Paris                     | Adrien Courtois     | 4 h 36 min 4 s  |
| 1936                                                             | 20 septembre  | Paris                     | Pierre Bussières    | 5 h 5 min 10 s  |
| 1937                                                             | 25 juillet    | Paris                     | Louis Cambrai       | 4 h 43 min 6 s  |
| 1938                                                             | 24 juillet    | Paris                     | Louis Cambrai       | 4 h 35 min 25 s |
| 1939                                                             | 23 juillet    | Colombes                  | Florimond Cornet    | 4 h 35 min 3 s  |
| 1940–1944 : Non disputés en raison de la Seconde Guerre mondiale |               |                           |                     |                 |
| 1945                                                             | 29 juillet    | Bordeaux                  | Guiselin            | 5 h 5 min 10 s  |
| 1946                                                             | 20 juillet    | Colombes                  | Albert Oger         | 4 h 57 min 0 s  |
| 1947                                                             | 2 août        | Colombes                  | Pierre Mazille      | 5 h 3 min 9 s   |
| 1948                                                             | 27 juin       | Colombes                  | Henri Caron         | 4 h 34 min 54 s |
| 1949                                                             | 9 juillet     | Colombes                  | Claude Hubert       | 5 h 9 min 17 s  |
| 1950                                                             | 22 juillet    | Paris                     | Claude Hubert       | 4 h 59 min 35 s |
| 1951                                                             | 21 juillet    | Colombes                  | Georges Pouchet     | 4 h 59 min 4 s  |
| 1952                                                             | 28 juin       | Colombes                  | Jean Strunc         | 5 h 9 min 11 s  |
| 1953                                                             | 18 juillet    | Colombes                  | Emile Maggi         | 4 h 46 min 54 s |
| 1954                                                             | 1er août      | Fontainebleau             | Roger Chaylat       | 4 h 59 min 3 s  |
| 1955                                                             | 31 juillet    | Caen                      | Emile Maggi         | 4 h 43 min 16 s |
| 1956                                                             | 4 août        | Colombes                  | Albert Dufrenne     | 4 h 43 min 26 s |
| 1957                                                             | 14 septembre  | Colombes                  | Albert Dufrenne     | 4 h 46 min 41 s |
| 1958                                                             | 20 juillet    | Colombes                  | Albert Dufrenne     |                 |
| 1959                                                             | 13 septembre  | Colombes                  | Roland Griset       | 4 h 40 min 25 s |
| 1960                                                             | 7 août        | Fontainebleau             | Jacques Arnoux      | 4 h 52 min 56 s |
| 1961                                                             | 17 septembre  | Montmélian                | Jacques Arnoux      | 4 h 52 min 0 s  |
| 1962                                                             | 14 octobre    | Fontainebleau             | Gilbert Belin       | 4 h 36 min 18   |
| 1963                                                             | 15 septembre  | Challes-les-Eaux          | Jacques Arnoux      | 4 h 36 min 46 s |
| 1964                                                             | 6 septembre   | Fleury-sur-Orne           | Jacques Arnoux      | 4 h 37 min 53 s |
| 1965                                                             | 13 septembre  | Fleury-sur-Orne           | Gilbert Belin       | 4 h 34 min 9 s  |
| 1966                                                             | 26 juin       | Fontainebleau             | Jacques Arnoux      | 4 h 30 min 30 s |
| 1967                                                             | 6 août        | Fontainebleau             | Henri Delerue       | 4 h 31 min 54 s |
| 1968                                                             | 1er septembre | Amiens                    | Henri Delerue       | 4 h 20 min 48 s |
| 1969                                                             | 3 août        | Fleury-sur-Orne           | Henri Delerue       | 4 h 28 min 35 s |
| 1970                                                             | 9 août        | Saint-Nazaire             | Guy Bailly          | 4 h 27 min 14 s |
| 1971                                                             | 18 juillet    | Chauny                    | Nesty Fisher        | 4 h 31 min 13 s |
| 1972                                                             | 24 juin       | Bourges                   | Jean-Claude Decosse | 4 h 16 min 27 s |
| 1973                                                             | 27 mai        | Neuville-sur-Saône        | Gérard Lelièvre     | 4 h 23 min 47 s |
| 1974                                                             | 26 mai        | Méry-sur-Oise             | Gérard Lelièvre     | 4 h 12 min 15 s |
| 1975                                                             | 18 mai        | Villiers-sur-Marne        | Gérard Lelièvre     | 4 h 19 min 39 s |
| 1976                                                             | 5 septembre   | Saint-Laurent-du-Pont     | Gérard Lelièvre     | 4 h 9 min 40 s  |
| 1977                                                             | 7 août        | Épernay                   | Gérard Lelièvre     | 4 h 19 min 25 s |
| 1978                                                             | 29 juillet    | Melun                     | Dominique Guebey    | 4 h 35 min 28 s |
| 1979                                                             | 8 juillet     | Torcy                     | Gérard Lelièvre     | 4 h 8 min 15 s  |
| 1980                                                             | 31 août       | Flers-de-l'Orne           | Gérard Lelièvre     | 3 h 58 min 39 s |
| 1981                                                             | 12 juillet    | Évron                     | Gérard Lelièvre     | 4 h 12 min 41 s |
| 1982                                                             | 11 juillet    | Charly-sur-Marne          | Gérard Lelièvre     | 4 h 13 min 14 s |
| 1983                                                             | 8 mai         | Rouen                     | Gérard Lelièvre     | 4 h 6 min 0 s   |
| 1984                                                             | 5 mai         | Aÿ-Champagne              | Dominique Guebey    | 4 h 4 min 45 s  |
| 1985                                                             | 4 mai         | Bourges                   | Martial Fesselier   | 4 h 2 min 54 s  |
| 1986                                                             | 21 juin       | Vitry-le-François         | Eric Neisse         | 4 h 14 min 52 s |
| 1987                                                             | 20 juin       | Bar-le-Duc                | Denis Terraz        | 3 h 54 min 12 s |
| 1988                                                             | 7 mai         | Houdain                   | Thierry Toutain     | 4 h 2 min 8 s   |
| 1989                                                             | 10 septembre  | Arras                     | René Piller         | 3 h 51 min 17 s |
| 1990                                                             | 30 septembre  | Mantes-la-Jolie           | René Piller         | 4 h 9 min 35 s  |
| 1991                                                             | 29 septembre  | Mirecourt                 | Martial Fesselier   | 3 h 52 min 43 s |
| 1992                                                             | 27 septembre  | Colombes                  | René Piller         | 4 h 2 min 12 s  |
| 1993                                                             | 26 septembre  | Neuilly-sur-Marne         | Thierry Toutain     | 3 h 47 min 40 s |
| 1994                                                             | 25 septembre  | Saran                     | René Piller         | 3 h 52 min 48 s |
| 1995                                                             | 17 septembre  | Aÿ-Champagne              | René Piller         | 3 h 53 min 32 s |
| 1996                                                             | 31 mars       | Perpignan                 | Thierry Toutain     | 3 h 46 min 0 s  |
| 1997                                                             | 14 septembre  | Bar-le-Duc                | Thierry Toutain     | 3 h 56 min 12 s |
| 1998                                                             | 27 septembre  | Laval                     | Denis Langlois      | 3 h 56 min 16 s |
| 1999                                                             | 26 septembre  | Orléans                   | Denis Langlois      | 3 h 49 min 6 s  |
| 2000                                                             | 26 mars       | Velaines                  | Sylvain Caudron     |                 |
| 2001                                                             | 23 septembre  | La Seyne-sur-Mer          | Denis Langlois      | 4 h 7 min 40 s  |
| 2002                                                             | 28 avril      | Sarreguemines             | Eddy Riva           | 3 h 57 min 52 s |
| 2003                                                             | 16 mars       | Miramas                   | Eddy Riva           |                 |
| 2004                                                             | 7 mars        | Mérignac                  | David Boulanger     |                 |
| 2005                                                             | 25 septembre  | La Seyne-sur-mer          | Yohan Diniz         | 4 h 0 min 14 s  |
| 2006                                                             | 22 octobre    | Fretin                    | Denis Langlois      | 3 h 57 min 59 s |
| 2007                                                             | 28 octobre    | Reims                     | Sébastien Biche     | 3 h 58 min 16 s |
| 2008                                                             | 26 octobre    | Saint-Lô                  | Sébastien Biche     | 3 h 56 min 43 s |
| 2009                                                             | 25 octobre    | Roubaix                   | Sébastien Biche     | 3 h 58 min 14 s |
| 2010                                                             | 3 octobre     | Bar-le-Duc                | Cédric Houssaye     | 3 h 58 min 51 s |
| 2011                                                             | 9 octobre     | Fameck                    | Hervé Davaux        | 4 h 2 min 8 s   |
| 2012                                                             | 30 septembre  | Corcieux                  | Johan Augeron       | 4 h 6 min 55 s  |
| 2013                                                             | 27 octobre    | Corcieux                  | Xavier Le Coz       | 4 h 9 min 41 s  |
| 2014                                                             | 9 mars        | Fontenay-le-Comte         | Cédric Houssaye     | 3 h 58 min 54 s |
| 2015                                                             | 8 mars        | Arles                     | Hugo Andrieu        | 4 h 16 min 44 s |
| 2016                                                             | 13 mars       | Saint-Sébastien-sur-Loire | Yohan Diniz         | 3 h 57 min 48 s |
| 2017                                                             | 12 mars       | La Roche-sur-Yon          | Hugo Andrieu        | 4 h 6 min 42 s  |